# Oscillations acoustiques baryoniques
Pour les articles homonymes, voir BAO.

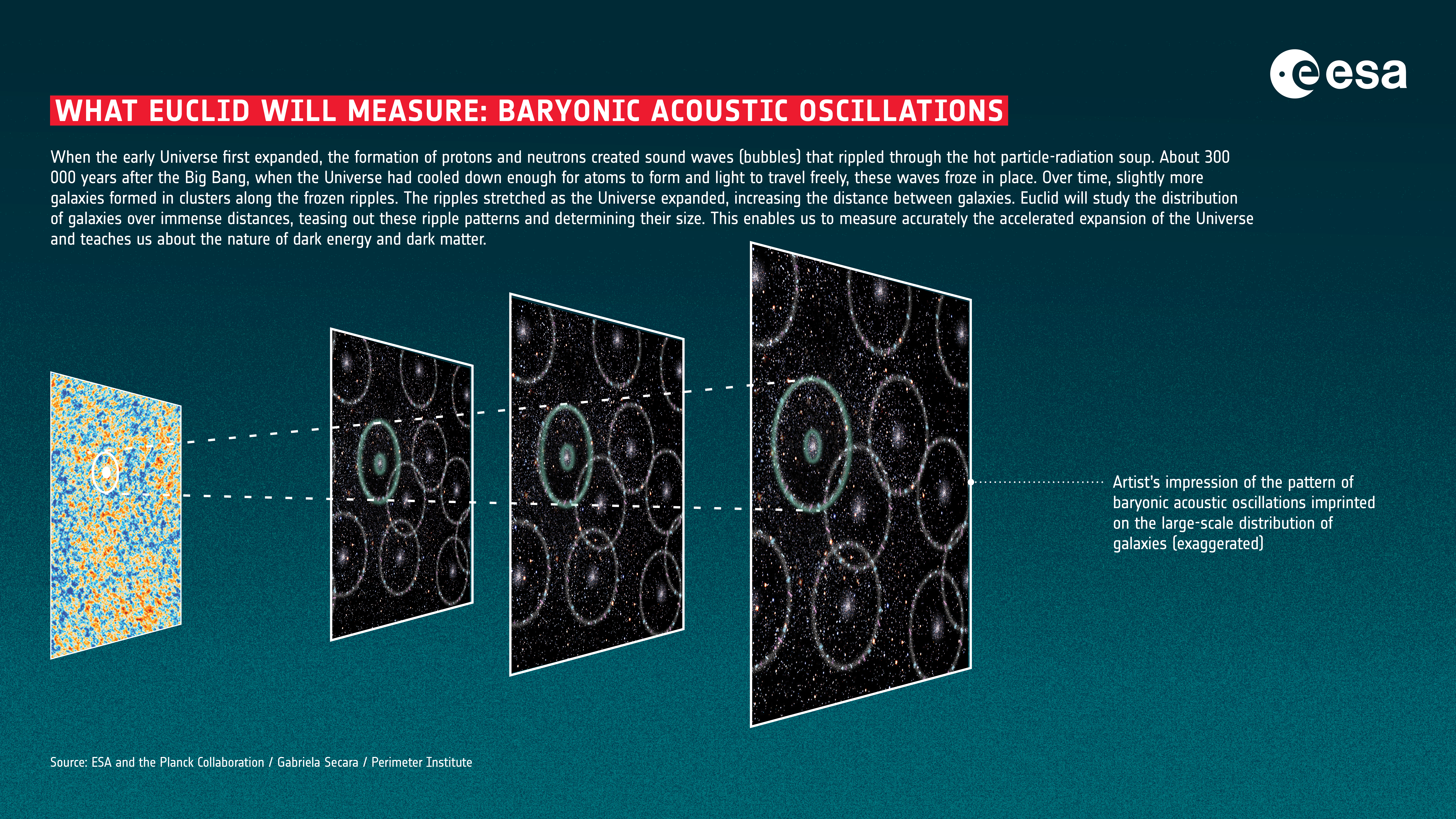
Les oscillations acoustiques baryoniques sont mesurables par l'étude du fond diffus cosmologique, par exemple par le télescope spatial Euclid

En cosmologie, l'étude du fond diffus cosmologique a révélé que des ondes acoustiques se propageaient dans le plasma primordial — constitué d'un mélange opaque de baryons, d'électrons et de photons — qui précédait la recombinaison. Ces oscillations acoustiques baryoniques (en anglais, Baryon Acoustic Oscillations ou BAO) ont laissé des empreintes dans les structures à grande échelle de l'Univers.
Prédites en 1970, les premières furent observées en 1999 : Parmi les anisotropies du fond diffus cosmologique, des structures affichant une largeur angulaire caractéristique et un pic Doppler marqué, ont été observées.

## Mécanisme
Le plasma primordial, bien que globalement homogène et en équilibre thermique, présente par hasard ou à la suite de fluctuations quantiques des zones de plus grande densité. Les baryons massifs et les photons sont "attirés" par gravitation dans ces zones plus denses. Les interactions lumière-matière deviennent alors plus fréquentes et créent une énergie de pression qui s'oppose à la gravité, qui engendre un phénomène oscillant, où chaque phénomène prend tour à tour le dessus. Cela engendre des ondes sphériques de pression du milieu plasma à partir de la zone de plus grande densité, comparables aux ondes acoustiques qui sont des ondes de pression de l'air. Ce sont les oscillations acoustiques baryoniques.
Ce mécanisme prend fin lorsque la lumière et la matière sont découplés, lors de la recombinaison environ 380 000 ans après le Big Bang. Les interactions des photons avec la matière neutre étant beaucoup plus rares qu'avec de la matière ionisée de l'état plasma, l'Univers devient transparent et la matière baryonique n'est alors plus soumise qu'à la gravité. Mais les photons « stockent » l'information sur la densité des baryons à leur point d'origine au moment du découplage sous forme de température. Cette information est visible dans le fond diffus cosmologique.

## Règle standard, géométrie cosmique et énergie sombre
La vitesse du son dans ce plasma étant connue, on accède par l'observation de ces ondes à l'établissement d'une règle standard, correspondant à la distance que l'onde peut parcourir avant de se découpler. Ce phénomène est assez bien compris d'un point de vue théorique, car il est dominé par les effets linéaires. On retrouve les effets de ces ondes, étirées par l'expansion de l'Univers, dans la distribution de matière au sein des amas de galaxies.
Les oscillations n'évoluent, depuis la recombinaison, que par les effets de la gravitation et de l'expansion de l'Univers.
L'étude approfondie de l'inflation permet justement d'étudier son histoire, et d'en déduire des informations sur la topologie de l'Univers et sur sa vitesse d'expansion. On accède notamment aux informations pertinentes en mesurant la distance qui sépare deux ondes.
Utilisant cette règle standard, on peut poser des limites à la quantité d'énergie noire dans l'Univers.

## Observation
L'observation directe de ces oscillations n'est pas possible. Une méthode indirecte consiste à faire une analyse statistique de la distance qui sépare chaque galaxie de ses voisines, sur des relevés tridimensionnels à très grande échelle, tels que le relevé Baryon Oscillation Spectroscopic Survey (BOSS) du Sloan Digital Sky Survey qui catalogue 1,2 million de galaxies : on observe une distance privilégiée de 150 mégaparsec, compatible avec la distance théorique parcourue par l'onde avant recombinaison.